# Premios Rolling Stone en Español
Los Premios Rolling Stone en Español son unos Premios anuales presentados por la edición en español de la revista estadounidense Rolling Stone en Español. La ceremonia de Premios tiene como objetivo reconocer el buen hacer de las producciones realizadas por artistas iberoamericanos, dividiéndose en dos categorías principales: premios musicales y Premios para cine y televisión en español.
La edición inaugural de los Premios tuvo lugar el 26 de octubre de 2023 en Auditorio The Fillmore en Miami Beach, Estados Unidos.
En 2023, la transmisión de la edición inaugural de los premios se trasmitió en vivo y en directo por TNT y Max, con la producción ejecutiva de Diego Ortiz, Bibiana Quintana y Alejandro Ortiz, para todo Latinoamérica. 

## Antecedentes
La popular revista estadounidense Rolling Stone ha publicado varias versiones internacionales a lo largo de los años. Entre ellos, se han lanzado versiones para Argentina, Colombia, México y España, todas en español. En 2023, se anunció que se entregaría una ceremonia de Premios a finales de año, siendo finalmente el 26 de octubre, con los nominados desvelados desde agosto del mismo año.Se han realizado iniciativas similares para las versiones británica y australiana de la revista; esta última, los Premios Rolling Stone Australia Awards, se realiza desde 2010.
Diego Ortiz, CEO de Rolling Stone en Español, quien ha desarrollado la publicación en Hispanoamérica por más de una década, puso en valor la necesidad de que existan plataformas de premiación como la de Rolling Stone en Español «enfocadas en el arte y la creatividad» de los creadores latinos destinada a «destacar las creaciones de artistas que definen el futuro, en términos de innovación, originalidad, valentía, calidad y una contribución significativa a la industria». También destacó Miami como epicentro de la cultura de habla hispana y habló de la importancia de estos premios para reconocer a los protagonistas de la comunidad que han sido parte del «auge de la cultura latina en todo el mundo».

## Ceremonias
| N.º | Año  | Fecha         | Presentador(es) | Lugar del evento   | Ref.  |
| --- | ---- | ------------- | --------------- | ------------------ | ----- |
| 1   | 2023 | 26 de octubre | Renata Notni    | Auditorio Fillmore | [ 7 ] |

## Categorías
Hay tres principales subcategorías en los premios: música, cine y televisión. Debajo se ve una lista con las diferentes categorías para cada subcategoría y las bases que se tienen en cuenta para seleccionar a los nominados y los ganadores.

### Música
- Álbum del año: se reconoce la composición, producción, interpretación y cohesión de un álbum. Se evalúa la creatividad y originalidad en la selección de los temas, la producción musical, los arreglos instrumentales y vocales, y su aporte a la industria hispana.
- Artista del año: se reconoce al artista o agrupación que con su trabajo artístico original crean un impacto relevante dentro de la región y en la industria musical, resonando con las audiencias en términos comerciales, emocionales, conceptuales y estéticos.
- Canción del año: se reconoce la excelencia en la composición, interpretación y producción de una canción que ha logrado capturar la atención y el corazón de los oyentes. Se evalúan aspectos líricos, melódicos y armónicos, así como la estructura musical y la innovación artística. Además, se considera la relevancia cultural, el éxito comercial, las ventas y el impacto en las listas de éxitos, plataformas de streaming y medios de comunicación.
- Promesa de la música: se trata de un reconocimiento a quienes están en las primeras etapas de su trayectoria artística en la música, y han captado la atención del público y la industria con un potencial sobresaliente. Se toman en consideración el talento artístico, la originalidad, versatilidad y calidad de sus producciones, así como su capacidad para conectar con el público y generar un impacto significativo en la escena musical.
- Videoclip del año: celebra el arte del video musical y reconoce la colaboración entre artistas y equipos de dirección y producción para crear una experiencia audiovisual inolvidable a través de su narrativa, estética visual, coreografía, efectos especiales y cinematografía.
- Productor/a musical del año: premia a quienes han logrado fusionar de manera innovadora la visión artística de los y las artistas con su experiencia técnica y habilidades en el manejo de las técnicas de producción. Celebra a aquellos productores y productoras que han dejado una huella significativa en la industria musical, a través de la creación de álbumes, sencillos o proyectos que han influido en la dirección y evolución de la música en el último año.

### Cine y televisión
- Largometraje de ficción del año: celebra el poder del cine para crear historias memorables, y destaca las producciones cinematográficas de excelencia que tienen el potencial de pasar a la historia de nuestra cultura.
- Serie del año: esta categoría premia la colaboración y excelencia en series de televisión y streaming, evaluando los aspectos formales, emocionales, conceptuales e intelectuales para contar historias poderosas y mantener el interés del público a lo largo de los episodios.
- Actuación del año: un reconocimiento a las actuaciones excepcionales que cautivan y conmueven al público con autenticidad y entrega emocional. Se evalúa la calidad de la interpretación, la autenticidad en la creación del personaje, así como la versatilidad y entrega emocional.
- Director/a del año: celebra el talento y esfuerzo del director o directora a la hora de crear obras cinematográficas memorables que contribuyan a la evolución del séptimo arte y al fortalecimiento de las culturas de habla hispana.
- Largometraje documental del año: celebra la habilidad de los documentalistas para presentar temas de relevancia social, histórica, política o cultural, de una manera cautivadora, realista, original y convincente. Se valora la forma y profundidad en que se presentan los hechos, y su capacidad para abrir espacios de diálogo.

## Ganadores

### Primera edición(2023)
Las nominaciones fueron anunciadas el 10 de agosto de 2023, con el cantante puertorriqueño Bad Bunny liderando las nominaciones con seis, seguido de Rosalía con cinco.Los ganadores se anunciaron durante la ceremonia el 26 de octubre de 2023.
- Álbum del año: De todas las flores, Natalia Lafourcade.
- Artista del año: Natalia Lafourcade.
- Canción del año: “BZRP Music Sessions, Vol. 51”, de Bizarrap y Villano Antillano.
- Promesa de la música: Kevin Kaarl.
- Videoclip del año: ‘Solo por ser Indios’, de A.N.I.M.A.L con Juanes, dirigido por Gastón Carballal.
- Productor/a musical del año: Tainy.

Cine y televisión
- Largometraje de ficción del año: Competencia Oficial, dirigida por Gastón Duprat y Mariano Cohn.
- Serie del año: El amor después del amor.
- Actuación del año: Ricardo Darín, Argentina, 1985.
- Director/a del año: Alejandro González Iñárritu (Bardo, falsa crónica de unas cuantas verdades).
- Largometraje documental del año: Hip Hop x Siempre.

### Reconocimientos
- Pionero/a: Tainy.
- Leyenda Rolling Stone en Español: Natalia Lafourcade.
- Legado Rolling Stone en Español: Ivy Queen.
- Viva México: Carín León.
- Símbolo de Orgullo: Villano Antillano.
- Tributo Icono Latinoamericano: El rey Vicente Fernández.